# Americká literatura
Americká literatura je soubor literatur bývalých britských kolonií na území USA a literatury USA (od roku 1776).

## Literatura do roku 1776

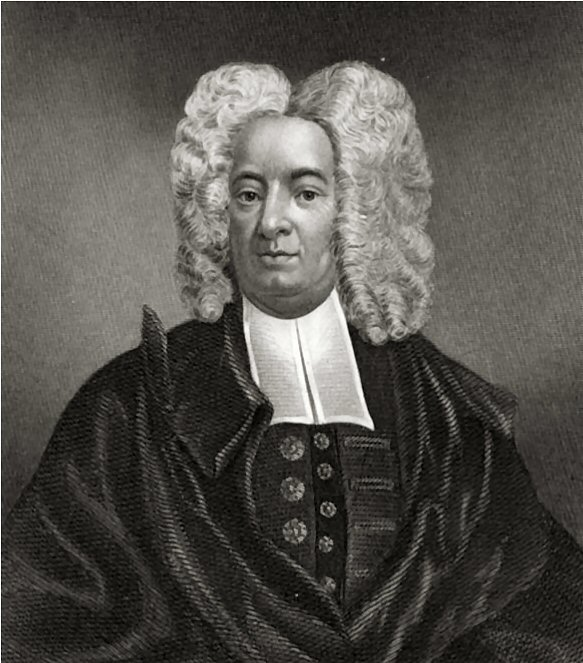
Cotton Mather

## Od roku 1776 do roku 1865

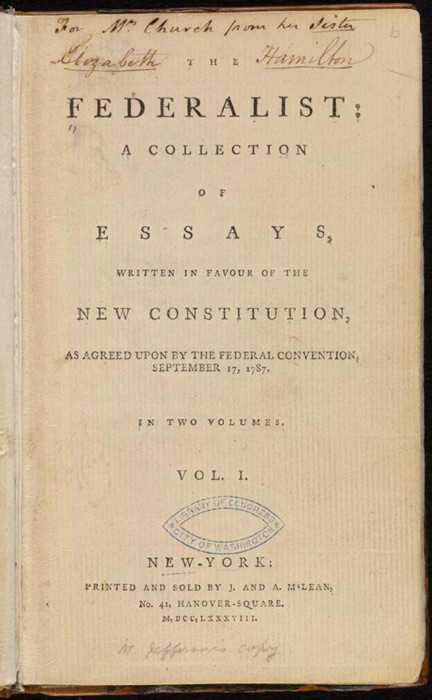
Listy Federalistů, titulní strana 1. vydání z roku 1788

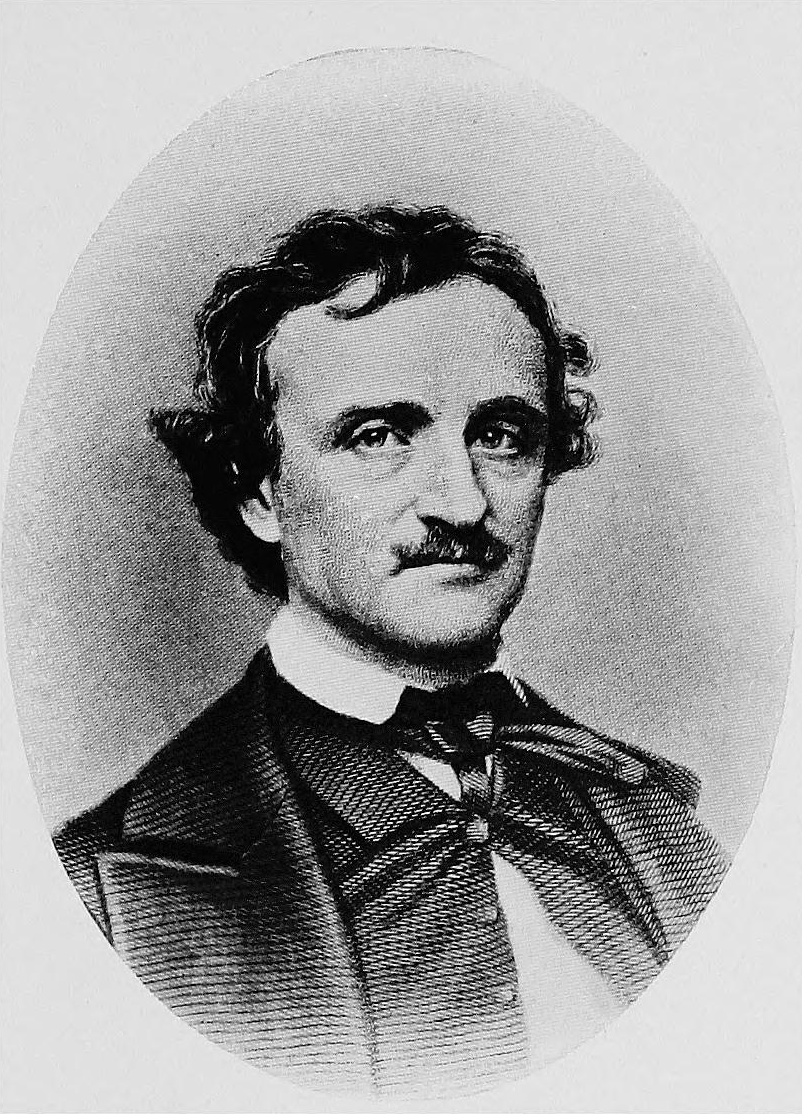
Edgar Allan Poe

## Od roku 1865 do roku 1914

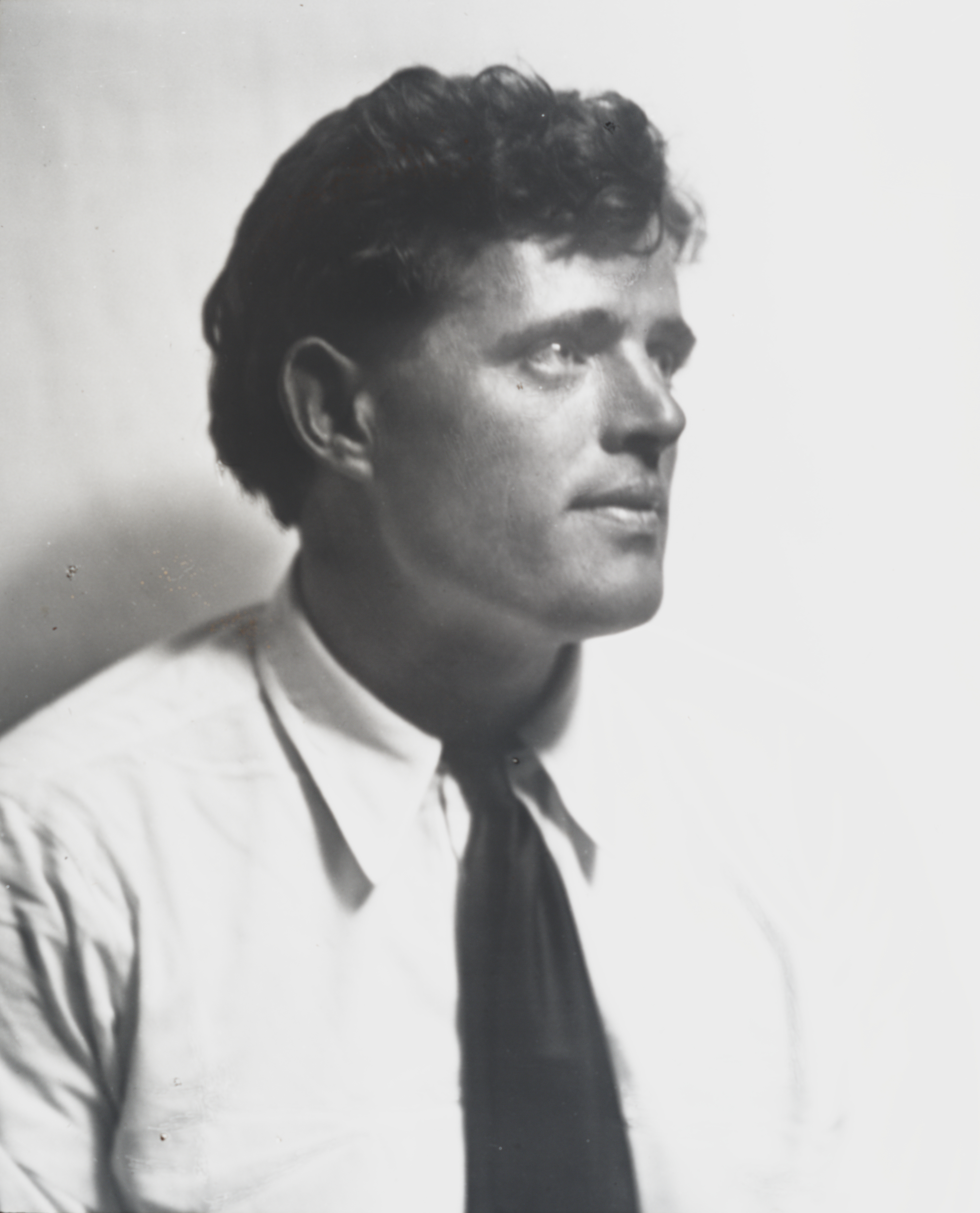
Jack London

### Vybraná literární díla z tohoto období

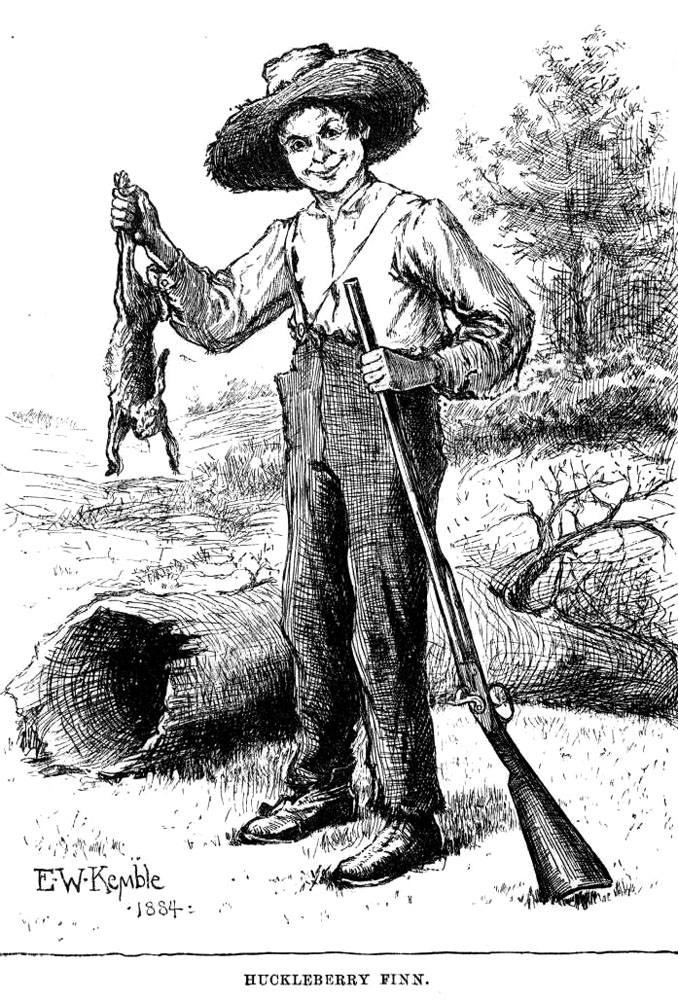
Dobrodružství Huckleberryho Finna. Obrázek z původního vydání knihy Marka Twaina z roku 1884.

## Americká literatura mezi světovými válkami

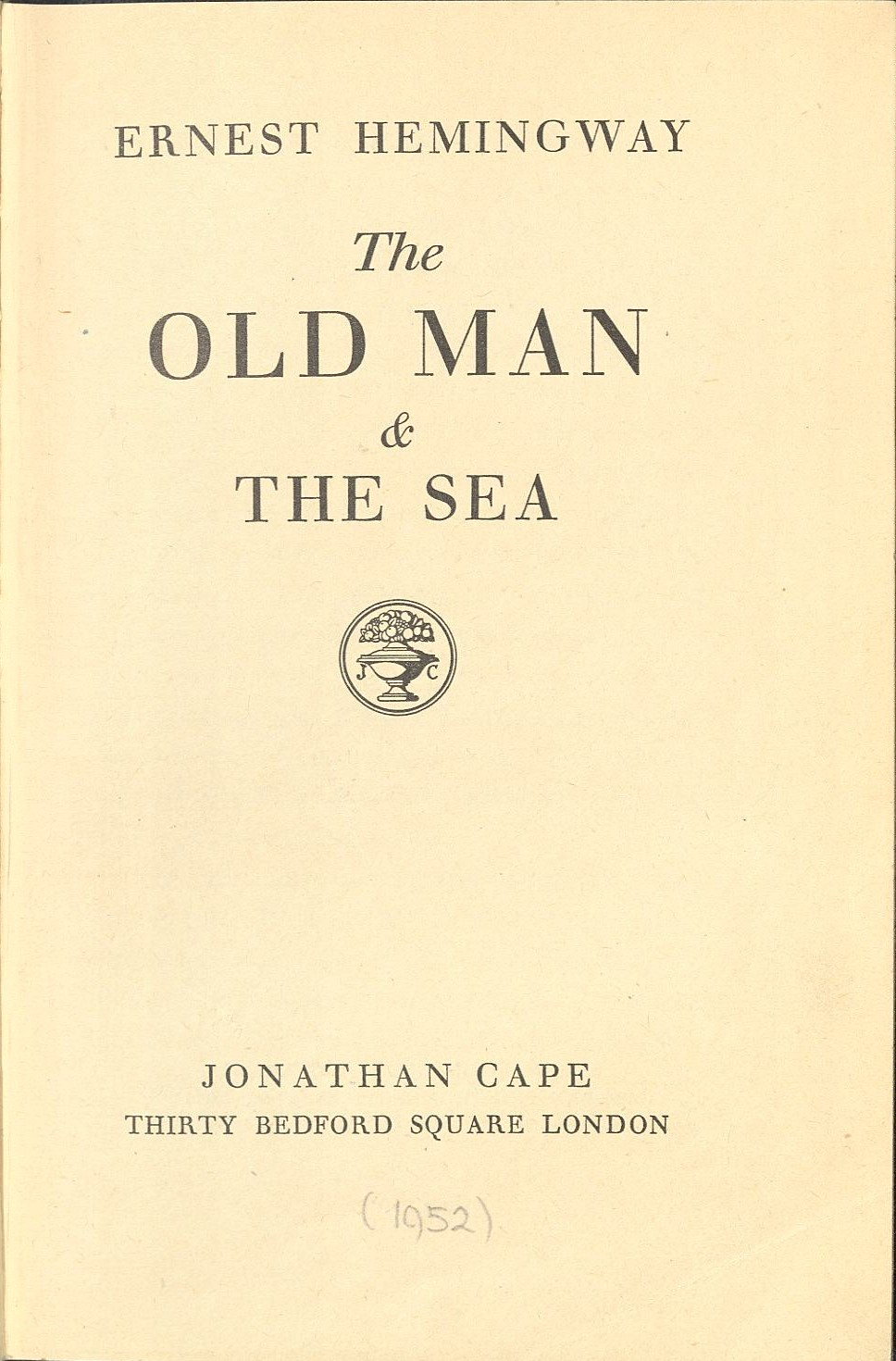
Stařec a moře (E. Hemingway), 1. vydání, 1952

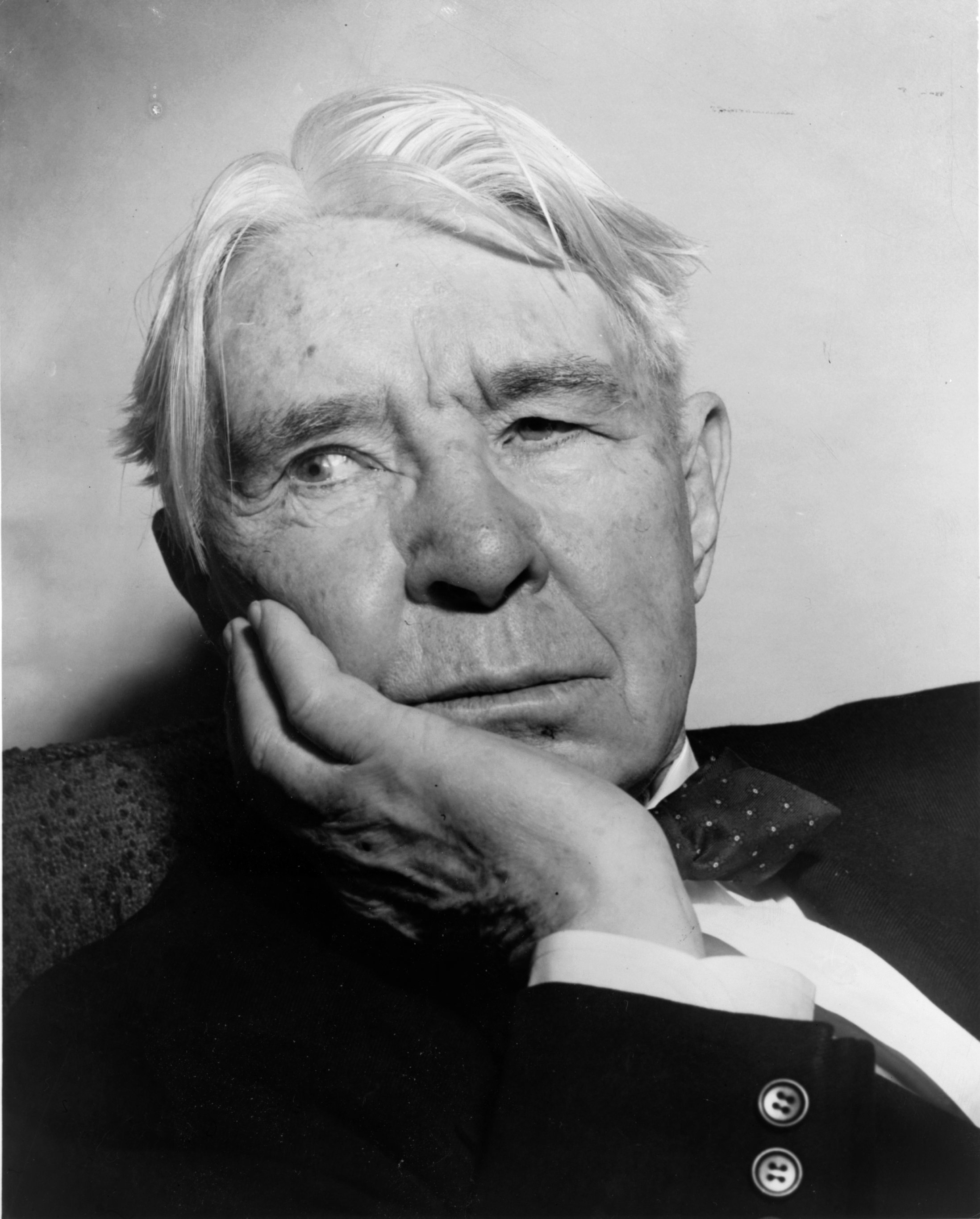
Carl Sandburg

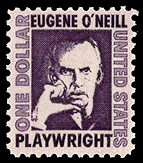
Poštovní známka s portrétem dramatika E. O'Neilla

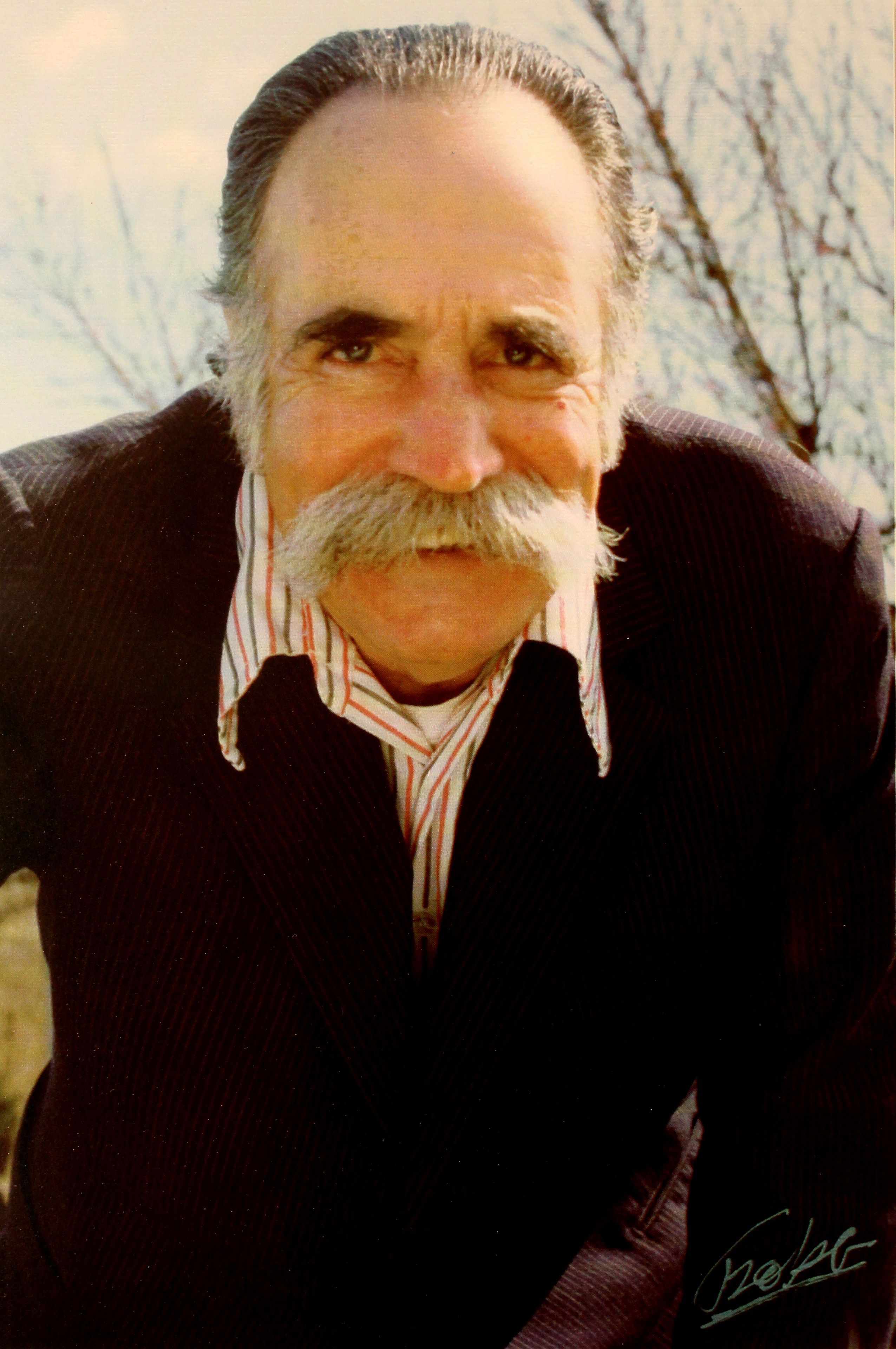
William Saroyan

## Po druhé světové válce

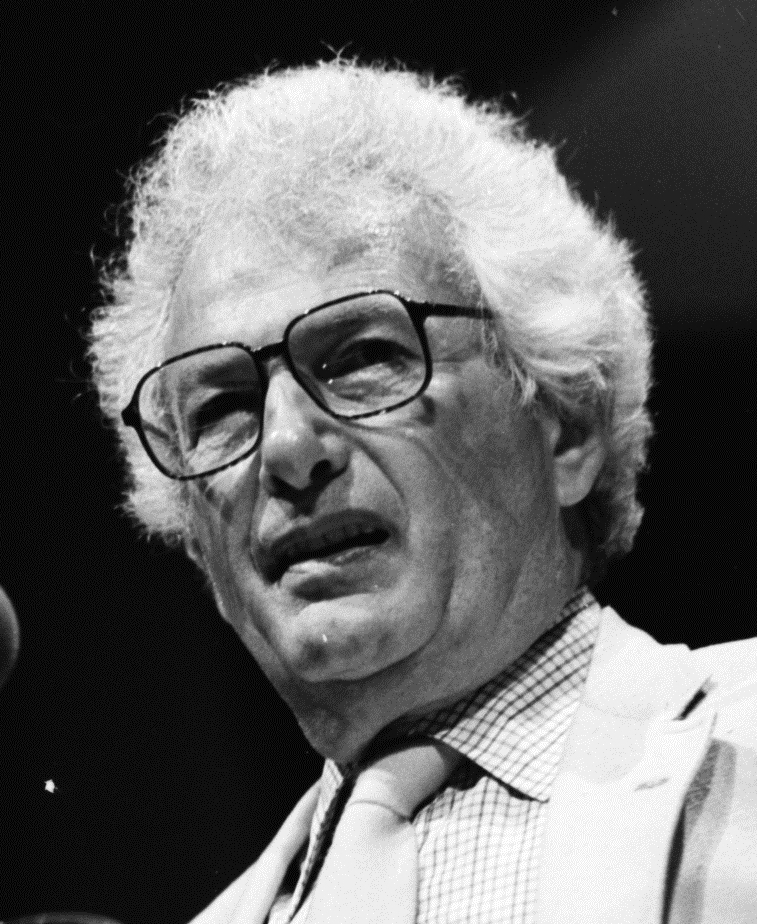
Joseph Heller

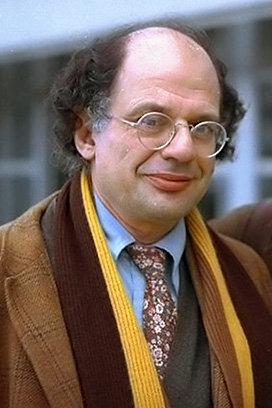
Allen Ginsberg

## Literatura menšin

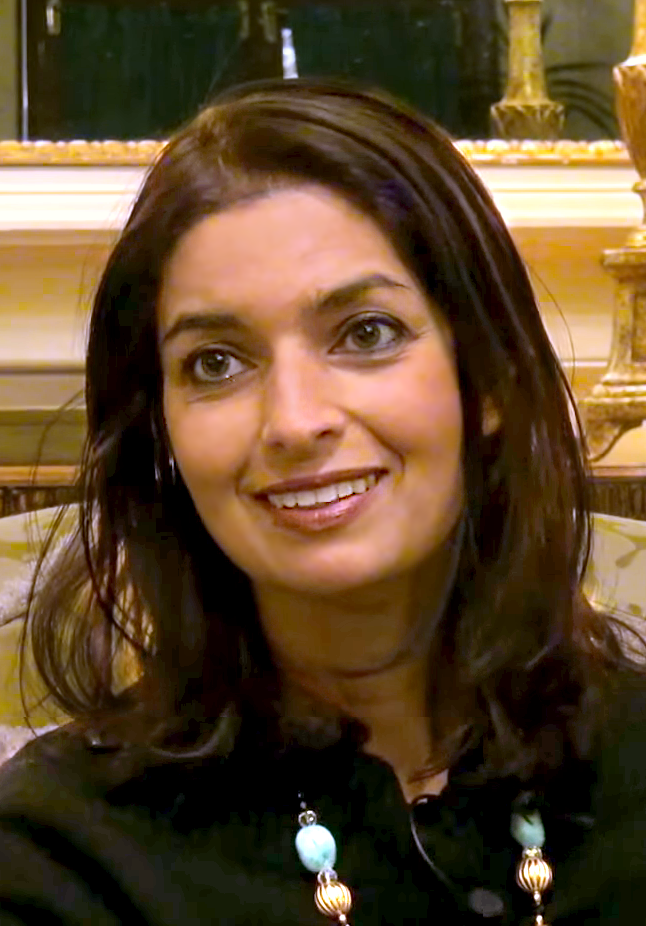
Jhumpa Lahiriová

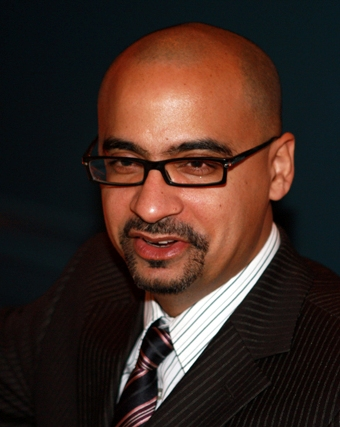
Junot Díaz